# Stadtwaage (Posen)

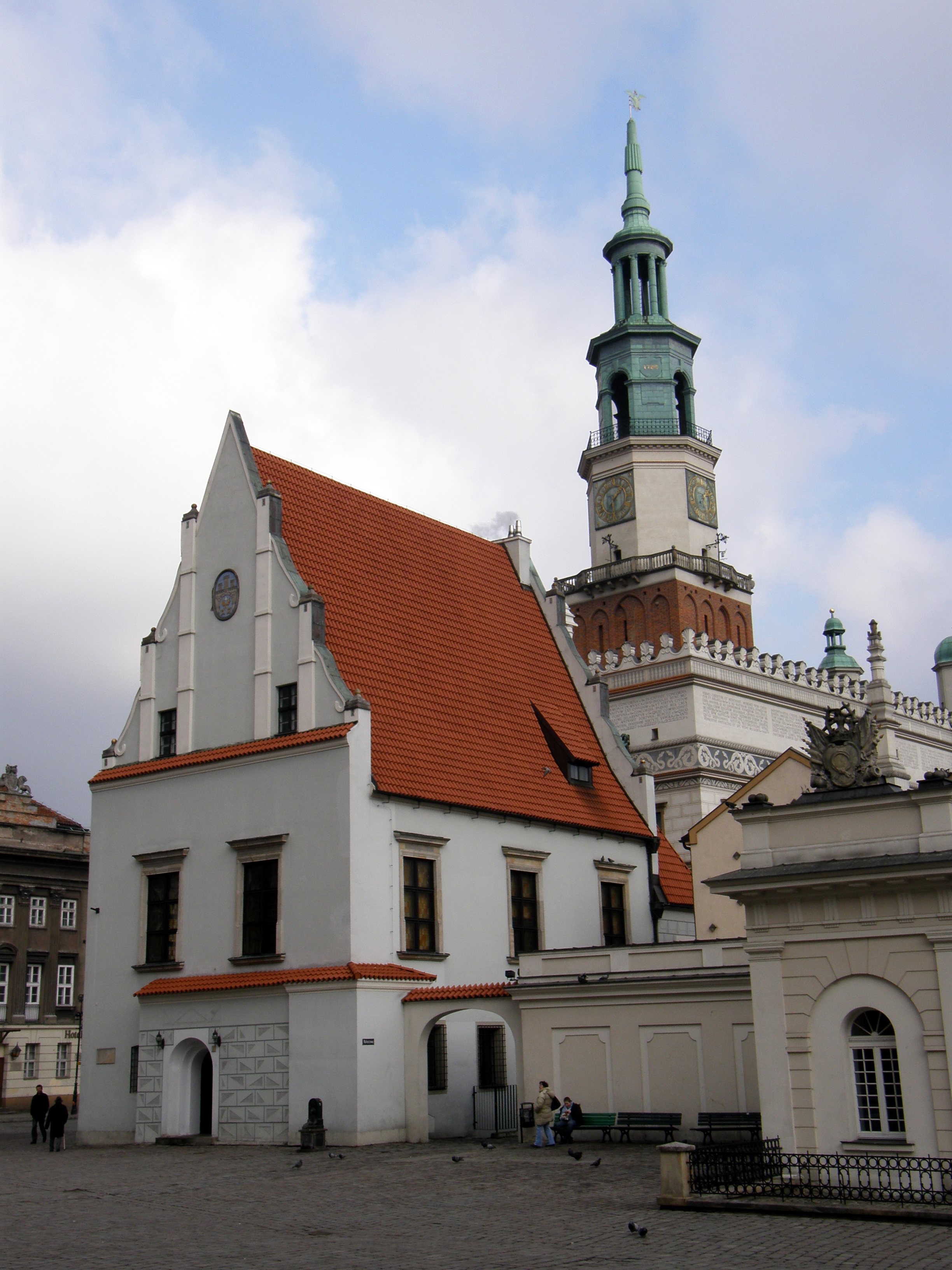
Waage von Posen, Ansicht vom Südwesten

Die Stadtwaage ist ein zweigeschossiges Gebäude auf dem Alten Markt von Posen. Es wurde nach dem Zweiten Weltkrieg nach dem Vorbild des Ursprungsbaus aus dem 16. Jahrhundert rekonstruiert.  Ursprünglich diente die Waage als eine öffentliche Einrichtung zum Wiegen von Kaufmannsgütern. Meistens mussten die Kaufleute dafür eine Gebühr, das Waagengeld oder Wiegegeld, bezahlen. 

## Baugestalt
Das zweigeschossige Gebäude mit einem sehr hohen Satteldach ist auf den Giebelflächen mit Lisenen gegliedert, die Wände sind zum Teil mit gemaltem Bossenwerk (Rustika) verziert.

## Geschichte
Das erste Gebäude der Waage entstand wahrscheinlich im 13. Jahrhundert. In den Jahren 1532–1534 wurde es erstmals umgebaut. Im Zuge der Bautätigkeit von Giovanni Battista di Quadro in Posen, der kurz davor mit dem Umbau des Posener Rathauses beauftragt worden war, wurde das Gebäude der Waage von diesem berühmten Architekten im Jahr 1563 im Renaissancestil erneut umgebaut und vergrößert.
Im Laufe der Geschichte blieben die notwendigen Erhaltungsarbeiten am Gebäude aus, so dass im Jahr 1890 sein Abriss unvermeidbar wurde. An seiner Stelle wurde in den Jahren 1891–1892 das Neue Rathaus errichtet, das, nach Ende des Zweiten Weltkrieges stark beschädigt, nicht mehr wiederaufgebaut wurde. An seiner Stelle wurde in den Jahren 1950–1960 das einst dort stehende Waaggebäude rekonstruiert. Heute dient es als Standesamt.

## Galerie

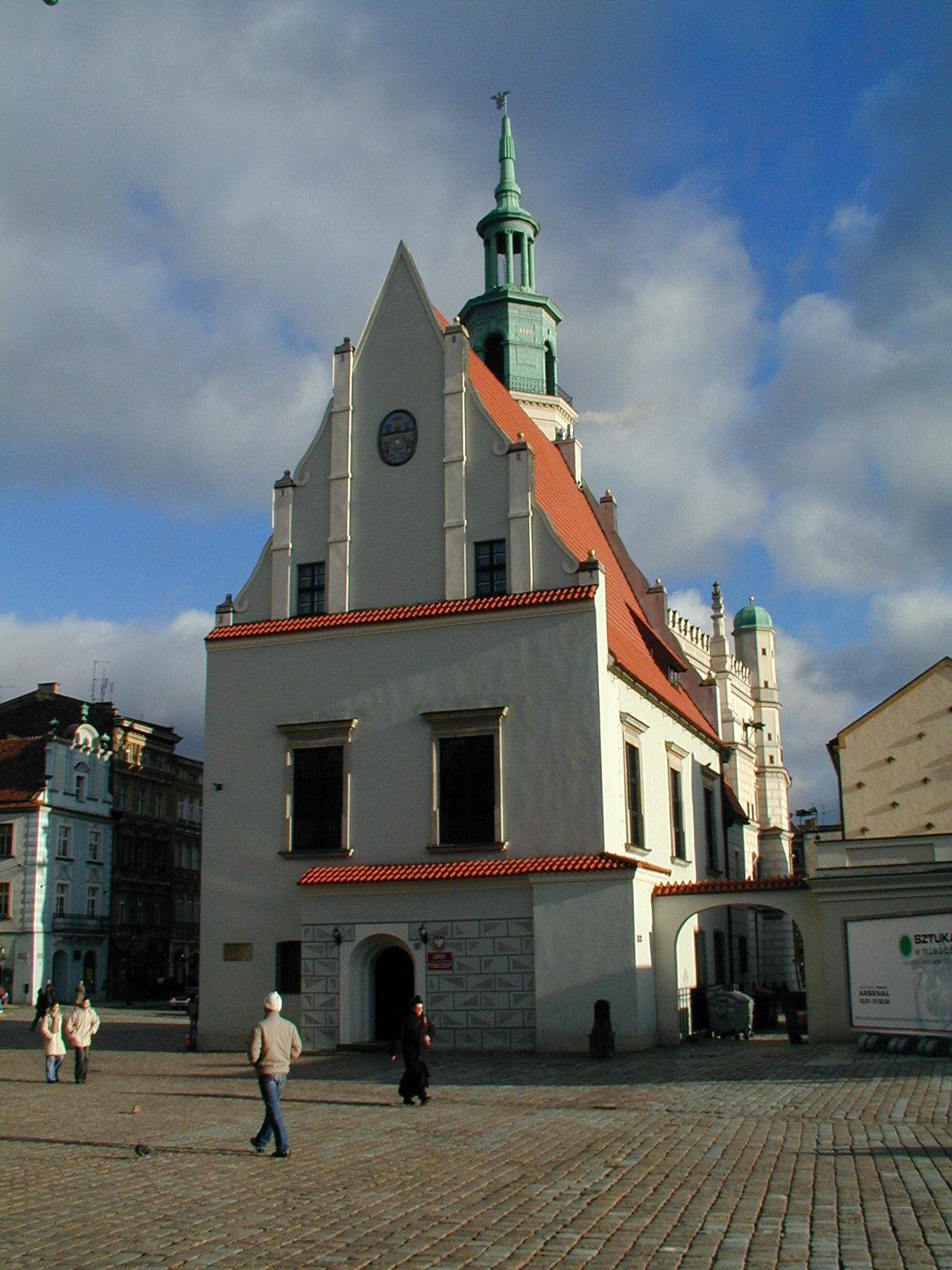
Ansicht von Westen
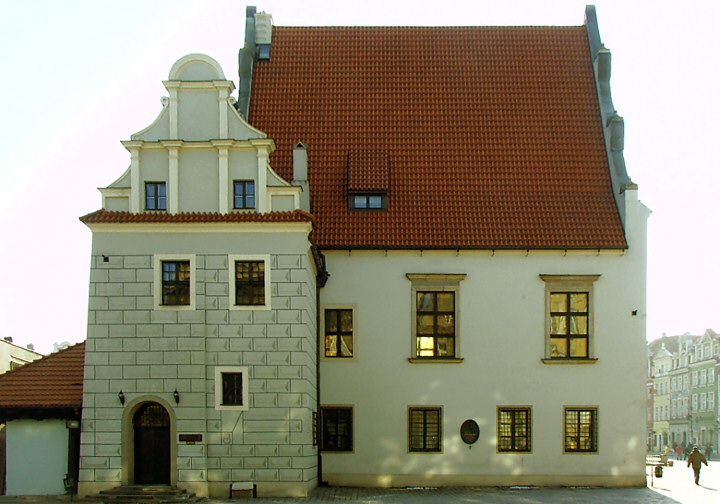
Ansicht von Norden
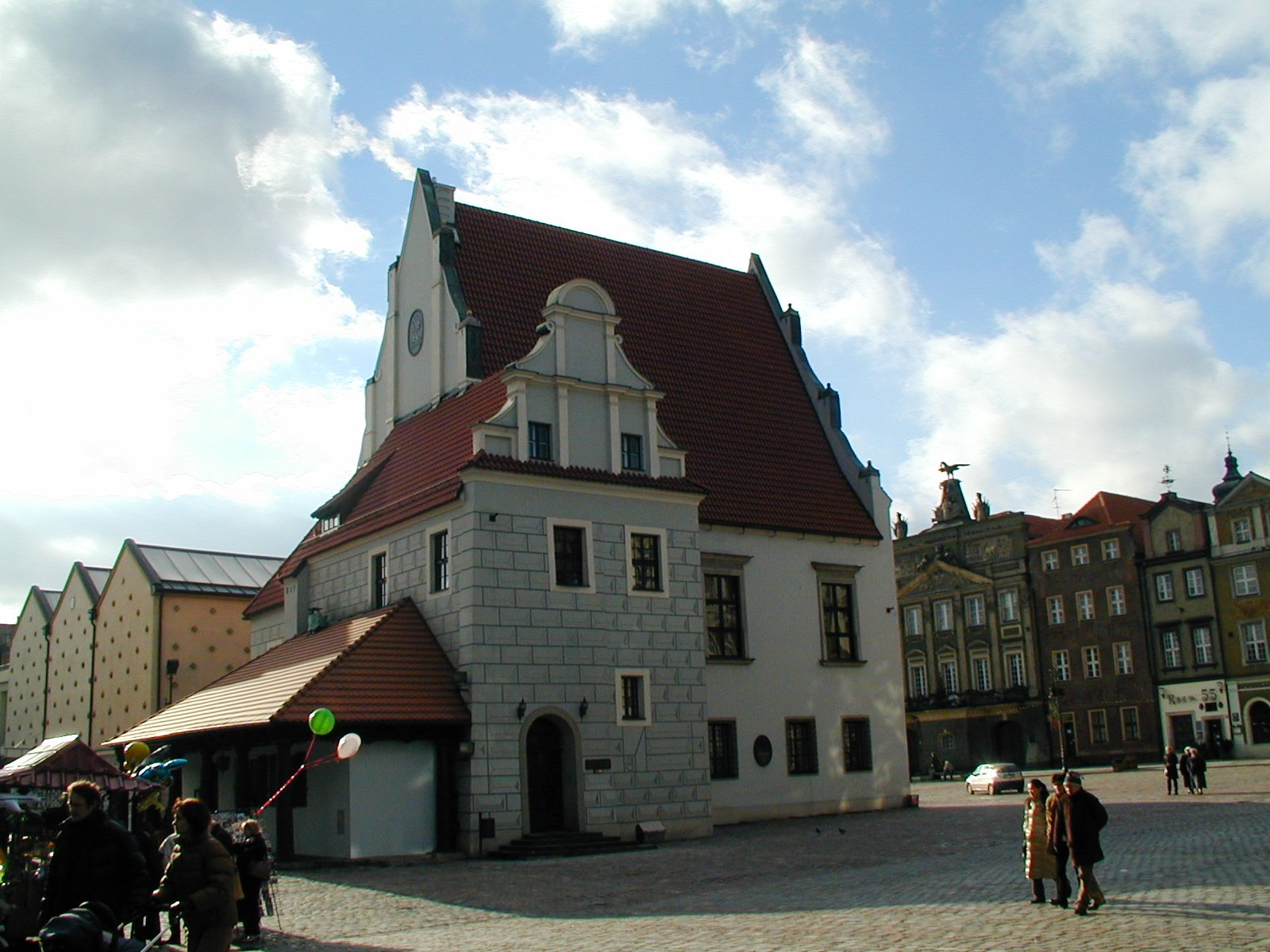
Ansicht von Nordosten